# 四月の魔女の部屋
『四月の魔女の部屋』（しがつのまじょのへや）は、星空めておによる日本の短編小説。

## 概要
2011年4月1日に星空めておがシナリオライターとして所属するゲームブランド・TYPE-MOONの公式ホームページに、エイプリルフール企画の一環として期間限定掲載された。全12ページの紙芝居形式。また同じ期間の間、TYPE-MOON公式携帯サイト「まほうつかいの箱」でも公開されていた。
イラストはTYPE-MOON作品では『月の珊瑚』などを担当したイラストレーターの逢倉千尋。
2011年11月16日に星海社FICTIONS・星海社朗読館より、坂本真綾による朗読作品として商品化。

## ストーリー
どんな嘘でも真実にかなえてしまう魔女・エイプリルの住む部屋には1年に1度、4月1日のみその鍵が開かれる。毎年4月1日には彼女の元に様々な来客がやって来る。エイプリルは彼らの虚構や願望を次々と叶えていくが、ある年を境に来客は途絶えてしまう。しかしある年の4月1日、フールという男がエイプリルの部屋に現れる。その年を境にフールは毎年、エイプリルと一緒に4月1日を過ごすようになってゆく。

## 登場人物
エイプリル
自分の部屋に閉じこもり日々を過ごしている女性。人々からは魔女と呼ばれる。容姿は緑の黒髪、大理石のように白い指と形容される。
人々に嘘つきとの事実無根の烙印を押されて拷問を受け、自らを魔女と自白したためにその嘘を神に見咎められて、願いが全て叶ってしまう能力を罰として植え付けられる。同時に「死ぬのはいやだ」と願ったために不死の体となっている。それ以降、自室に閉じこもるが、4月1日だけは寂しさを紛らわせるために部屋の鍵を開ける事にしている。
人付き合いを極力避けてはいるが、4月1日に彼女の部屋に現れたものに対しては好意的に接し、あらゆる願いを叶えようとする。またそれを楽しみにしており、自らを害する願いであっても実現するが、部屋の外に出る事だけは頑なに拒んでいる。
フール
最後にエイプリルの部屋を訪ねた男性。
長い年月の間、訪問者のなかったエイプリルの部屋を訪問し、それ以降毎年彼女を訪ねるようになる。ダンスは信じられないくらい下手だが、植物への造詣に深い一面もある。

## 書籍情報
星海社朗読館 四月の魔女の部屋（2011年11月16日発売 ISBN 978-4061388185）
星海社FICTIONSより、星海社朗読館シリーズ第5弾として発売。
フルカラー書籍に加え、坂本真綾による朗読CD付き。